# Aunay-sous-Crécy
Aunay-sous-Crécy ist eine französische Gemeinde mit 659 Einwohnern (Stand: 1. Januar 2022) im Département Eure-et-Loir, in der Region Centre-Val de Loire. Sie gehört zum Arrondissement Dreux und zum Kanton Dreux-1. Die Einwohner werden Aunaisiens genannt.

## Geographie
Aunay-sous-Crécy liegt etwa acht Kilometer südwestlich von Dreux an der Blaise. Umgeben wird Aunay-sous-Crécy von den Nachbargemeinden Crécy-Couvé im Nordwesten und Norden, Tréon im Norden und Osten, Le Boullay-les-Deux-Églises im Südosten und Süden sowie Saulnières im Südwesten und Westen.

## Bevölkerungsentwicklung
| Jahr                       | 1962 | 1968 | 1975 | 1982 | 1990 | 1999 | 2006 | 2013 | 2020 |
| Einwohner                  | 437  | 444  | 566  | 666  | 673  | 644  | 578  | 572  | 686  |
| Quellen: Cassini und INSEE |      |      |      |      |      |      |      |      |      |

## Sehenswürdigkeiten

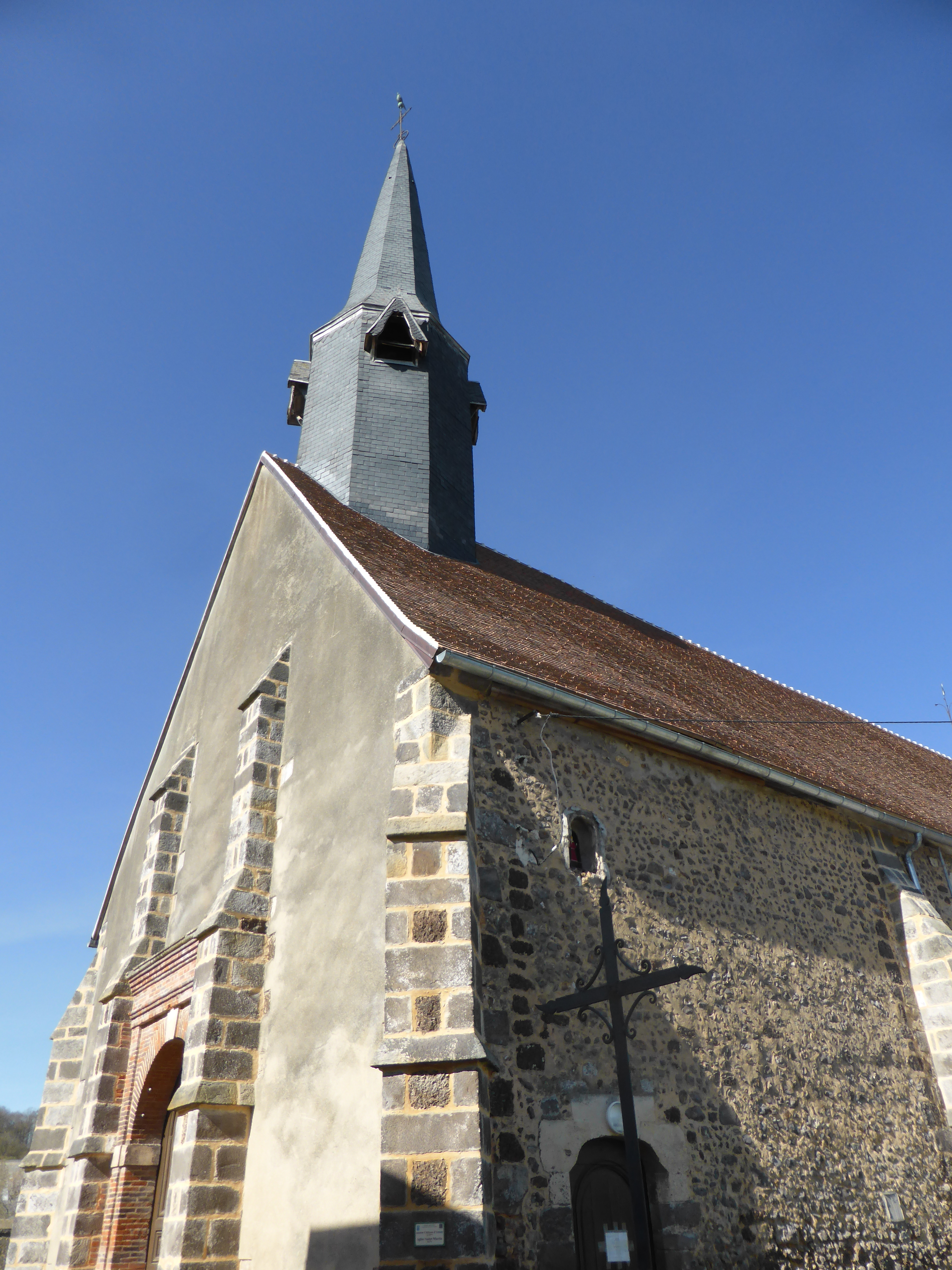
Kirche Saint-Martin
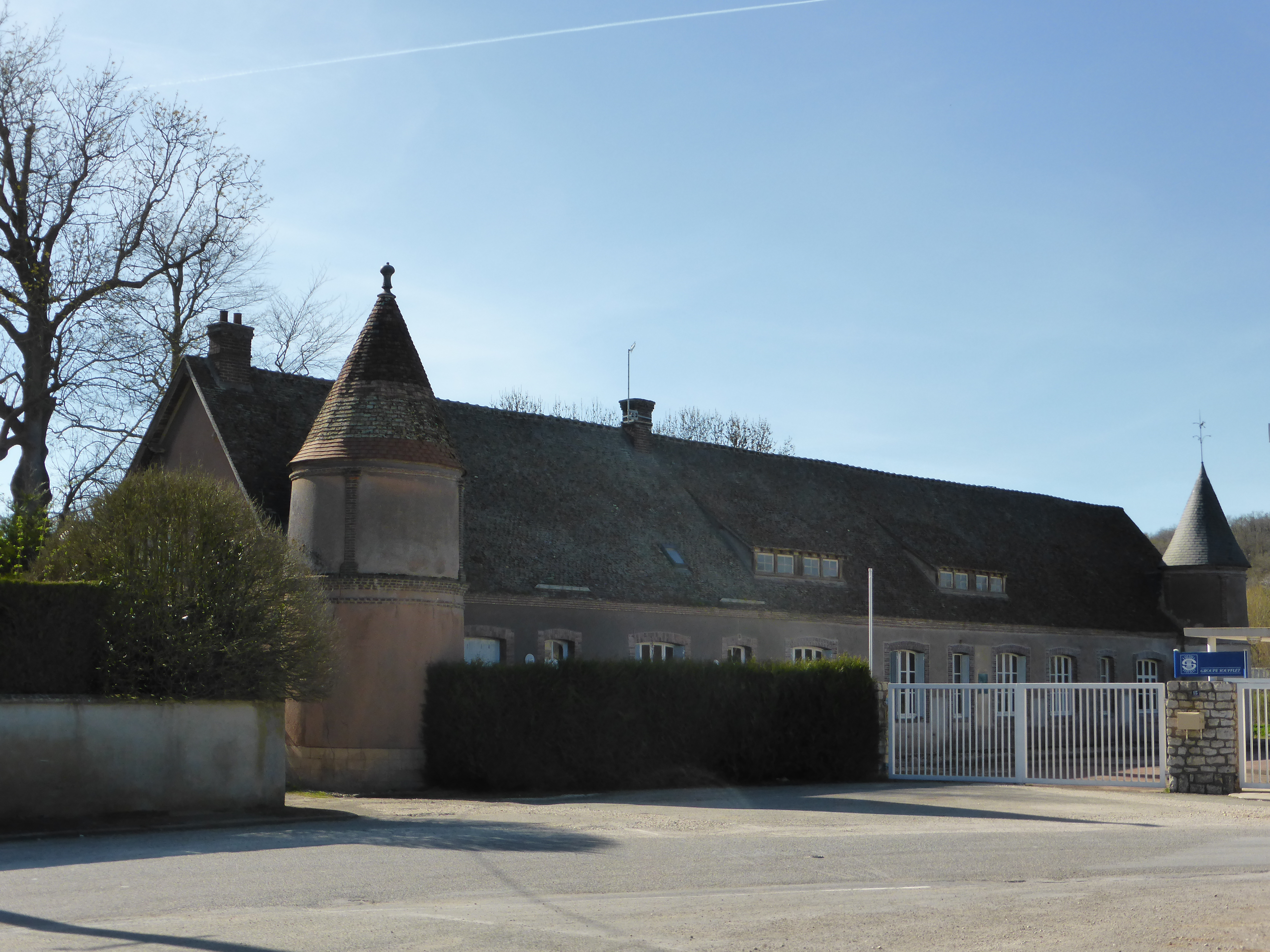
Schloss Aunay

- Kirche Saint-Martin
- Schloss Aunay

## Wirtschaft und Infrastruktur

### Wirtschaft
1884 eröffnete Aimé Hurel eine Fabrik zur industriellen Herstellung von Dünger in Aunay-sous-Crécy. Die Verarbeitung potentiell gefährlicher Chemikalien in diesem Großbetrieb mit  bis zu 400 Mitarbeitern führte dazu, dass ein Großteil des Orts ab den 1980er-Jahren in den Zuständigkeitsbereich der Seveso-Richtlinien fiel und so beispielsweise Bauvorhaben kaum genehmigt wurden.
Die Betreibergesellschaft Produits Chimiques Engrais Hurel Arc S.A. wurde in den 1990er-Jahren durch den norwegischen Norsk-Hydro-Konzern übernommen. Im Jahr 2000 kündigte Norsk Hydro die Schließung des Werks an, die im folgenden Jahr vollzogen wurde. Die Anlagen wurden anschließend teilweise abgerissen und die Grundstücke 2013 an die Groupe Soufflet verkauft, die dort ein Lager für Dünger und Getreide betreibt. Die Seveso-Einstufung gilt inzwischen nur noch für den Bereich der ehemaligen Werksanlagen.

### Verkehr
Aunay-sous-Crécy liegt an der Bahnstrecke Chartres–Dreux, auf der bis 1971 Personenverkehr angeboten wurde. Südwärts Richtung Chartres endete 1971 auch der Güterverkehr, während der Abschnitt nach Dreux bis etwa 2008 regelmäßig genutzt wurde.
Durch das Gemeindegebiet führen die Departementsstraßen D 135 und D 928.